# 日本維吾爾協會
日本維吾爾協會（日语：日本ウイグル協会；維吾爾語：ياپونىيە ئۇيغۇر جەمئىيىتى‎，拉丁维文：Yapunye Uyghur Jemiyiti）為一在日本就新疆問題進行活動之團體。

## 概要
2008年6月由在日本之维吾尔人與日本人支援者所設立之組織，屬於世界維吾爾代表大會之隸下加盟組織。主要在日本進行有關維吾爾問題討論會與示威活動等、以及對於中國新疆進行有關維吾爾民族問題與人權問題等之理解活動。進一步、對於中國政府在新疆維吾爾自治區有關核试验活動之資料進行公開化，與進行請求救濟核試驗受害者之活動。
曾任主席伊利汗·馬哈穆特為世界維吾爾代表大會在日本的维吾尔族全權代表。在2020年6月28日舉行的日本維吾爾協会2020年度總會于田克里木接任日本維吾爾協會会長。

## 外部連結
- 日本ウイグル協会公式サイト （页面存档备份，存于） （日語）
- RFUJ （页面存档备份，存于）支援者らによるネットラジオ局 （日語）